# 阿尔瑙·普奇
阿尔瑙·普奇·格劳（1926年1月16日—2020年3月29日），巴塞罗那人，西班牙哲学家、社会学家、艺术评论家。西班牙战后“骰子的第七面”艺术运动代表人物之一。

## 生平
1926年生于巴塞罗那。幼年亲身经历了西班牙内战，并走上自学之路。1942年与艺术家琼·布罗萨相识，并与其他文艺界朋友一起组织了一个以历史、艺术、哲学、文学为主题的研究小组。1948年，他前往马德里修读何塞·奥特嘉·伊·加塞特教授的哲学课程，并毕业于巴塞罗那大学哲学系。期间，他在巴塞罗那参与成立艺术组织“骰子的第七面”，并编辑同名出版物，评论保羅·克利、胡安·米羅、马克斯·恩斯特等艺术大师的作品，推进了加泰罗尼亚的前衛艺术运动。1956年至1961年，他奖学金的资助下赴巴黎大学留学，钻研文化与艺术社会学。期间深受让-保罗·萨特的存在主义哲学影响，并深入研究了达达主义和超现实主义理论。1958年至1961年，担任巴黎法国西班牙协会主席。1964年至1986年，担任巴塞罗那法国学院马约尔学会主席。1976年获巴塞罗那大学哲学博士学位。曾任巴塞罗那大学哲学与文学系教授，巴塞罗那自治大学艺术史教授。1986年至1989年，任罗马高等科学研究理事会历史学与考古学研究所所长。1992年至2001年，担任加泰罗尼亚艺术评论家协会主席。1992年获授圣乔治十字章，2012年获加泰罗尼亚政府艺术终身成就奖。2020年3月29日在巴塞罗那逝世，终年94岁。
主要著作《当代艺术思想》（1967年），《加泰罗尼亚艺术史：从文艺复兴到巴洛克》（1970年），《骰子的第七面》（1978年），《与安東尼·塔皮埃斯的对话》（2005年）等。